# Matthew Selt
Matthew Selt (Romford, 7 maart 1985) is een Engels professioneel snookerspeler. Hij won het Indian Open 2019, waar hij in de finale Lyu Haotian met 5-3 versloeg. Op de Riga Masters 2019 behaalde hij de halvefinale, waarin hij met 5-3 verloor van Yan Bingtao.
Selt kwalificeerde zichzelf voor de professionele tour door als zevende te eindigen op de Pontin’s International Open Series in 2006/2007. Hij is een speelpartner van Neil Robertson en Ronnie O'Sullivan.

## Carrière
Selt maakte een doorbraak bij de start van het seizoen 2009/2010 toen hij de laatste 32 van de Shanghai Masters haalde door het winnen van vier kwalificatiewedstrijden, eindigend met een 5-4-overwinning op Steve Davis. Daarna werd hij geconfronteerd met John Higgins en verloor met 5-2. Hij heeft ook indruk gemaakt op de Grand Prix, door een 0-4-achterstand tegen Jordan Brown om te zetten in een 5-4-overwinning en daarna nog Jimmy White, Stuart Pettman en Fergal O'Brien te verslaan om de eindfase van het toernooi te bereiken voor de tweede keer in opvolging. Daar werd hij verslagen door Stephen Hendry, die hem versloeg met 5-2.
Selt begon het seizoen 2011/2012 gerangschikt als 43e waarin hij twee kwalificatiewedstrijden won bij een ranking toernooi. Hij deed dit bij het eerste ranking toernooi van het seizoen: de Australian Goldfields Open door te winnen van Adrian Gunnell en Ricky Walden. Bij de laatste 32 speelde hij tegen regerend wereldkampioen John Higgins en behaalde zijn grootste resultaat van zijn carrière tot dan toe door na een achterstand van 1-4, om te zetten in een 5-4-overwinning. Hij versloeg Stephen Hendry met 5-1 en kwam daarmee voor het eerst in de kwartfinale van een ranking-tournoei, waarin hij 3-5 verloor van Shaun Murphy.
Matthew Selt kwam tot kwartfinales bij de Players Tour Championship Finals 2015 en het UK Championship 2016. De laatste 16 haalde hij op de Shanghai Masters 2015, de World Open 2016 en de German Masters 2018. Hij won het Indian Open 2019, waar hij in de finale Lyu Haotian met 5-3 versloeg. Op de Riga Masters 2019 behaalde hij de halvefinale, waarin hij met 5-3 verloor van Yan Bingtao.

## Belangrijkste resultaten

### Rankingtitels
| #  | Seizoen     | Toernooi    | Verliezend finalist | Score |
| -- | ----------- | ----------- | ------------------- | ----- |
| 1. | 2018 / 2019 | Indian Open | Lyu Haotian         | 5-3   |

### Niet-rankingtitels
| #  | Seizoen     | Toernooi     | Verliezend finalist | Score |
| -- | ----------- | ------------ | ------------------- | ----- |
| 1. | 2016 / 2017 | Haining Open | Li Hang             | 5-3   |

### Wereldkampioenschap
Hoofdtoernooi (laatste 32 of beter):
| #  | Seizoen     | Editie  | Prestatie  | Extra                              |
| -- | ----------- | ------- | ---------- | ---------------------------------- |
| 1. | 2012 / 2013 | WK 2013 | Laatste 32 | Verloor met 10-4 van Mark Selby    |
| 2. | 2014 / 2015 | WK 2015 | Laatste 32 | Verloor met 10-9 van Barry Hawkins |
| 3. | 2020 / 2021 | WK 2021 | Laatste 32 | Verloor met 10-3 van Barry Hawkins |
| 4. | 2022 / 2023 | WK 2023 | Laatste 32 | Verloor met 10-8 van Mark Selby    |
| 5. | 2024 / 2025 | WK 2025 | Laatste 32 | Verloor met 10-4 van Xiao Guodong  |